# Млиниська (Стрийський район)
Млини́ська — село в складі Жидачівської міської громади, в Україні у Стрийському районі Львівської області. Село розташоване на відстані 12 км від центру громади - Жидачева, у напрямку Калуша. Населення становить 766 осіб. Орган місцевого самоврядування — Жидачівська міська рада.
У податковому реєстрі 1515 року в селі документується 1 лан (близько 25 га) оброблюваної землі.
У Млиниськах існують кілька цікавих споруд - сільський електро-гідро млин, польський костел св.Джозефа 1864 р. та церква св.Миколая 1912 р.
На території села є декілька озер — озеро Лісне, так звана водойма Охаб, та колишні колгоспні стави на північ від села. Село оточують кілька невеликих лісів та гаїв — Діброва, Гай, Межилісся.

## Бібліотека[3]
Слово «читальня» в історії нашого села нерозривно пов'язане з процесом зростання культурного рівня селян та зростанням їхньої національної  свідомості.
З 1930 р. в селі активізувалась діяльність «Просвіти», яка зіграла вирішальну роль у піднесенні національної свідомості селян на початку ХХ ст. На той час до «Просвіти» записалось майже усе село. Перші збори відразу визначили суму вкладки, яку повинні сплачувати за рік члени «Просвіти», та передплату за ці кошти газет і закупівлю книг до хати-читальні.
Хати-читальні розміщувались у господарських будинках таких селян: Дяків Степана, Гутника Михайла, Демика Миколи. Книжковий фонд хати-читальні налічував до 30 книг. Серед них була одна дуже груба книга, яка називалася «Українські ревії». Це жартівливі пісні, гуморески, різні смішинки, або ж як тепер кажуть «Сатира і гумор».
Тобто, це був своєрідний репертуарний збірник, який був дуже популярний.
Великою увагою читачів користувалися книги Т. Г. Шевченка, особливо «Кобзар», збірки  віршів І. Я. Франка. З прозових творів любили читати повісті А.Крушельницького, Р.Купчинського, А. Лотоцького, А. Чайковського, М. Вовчка, Ю. Опільського. Цікаво, що на той час у Млиниській бібліотеці були твори зарубіжних письменників. Діти дуже любили зачитуватися перекладеними українською мовою книжками Марка Твена.
Одержувала читальня й газети «Сельроб» та «Народна справа».
В хаті-читальні проводились різні заходи, такі як: фестини, святкові імпрези, читання, тощо. Працювали гуртки: драматичний, хоровий. Керівниками драматичного гуртка були Скульський Микола Данилович і Опока Данило Степанович, який виготовляв декорації, маски, перуки й гримування. Багато вистав ставили гуртівці села — це «Хмара» в 5 діях, «Ой не ходи Грицю», «Циганка Аза», «Сватання на Гончарівці», «Безталанна», «Украдене щастя». Активною учасницею була Колос Ганна Йосипівна, яка грала головні жіночі ролі у виставах .
Плідна праця читальні в с. Млиниська впливала на позитивні зміни сільського життя, найголовніше, що люди ставили  свідоміші, розуміли, хто вони і чиї діти. А завдяки заходам на історичну тематику вони могли детальніше згадати і розповісти дітям,  онукам  свою історію, минуле.
Зацікавлення викликають вимоги читальні до читачів щодо їх поведінки з позиченими книжками, так званий  «Бібліотечний правильник». Напевно, він своєї правильності не втратив і в наші часи:
1. Бібліотека є власністю читальні «Просвіта» в с. Млиниська і є її  маєтком, заложеним для поширення загальної освіти і знань її членів.
2. Користування бібліотекою є безплатне і доступне для всіх її членів.
3. Завідує бібліотекою бібліотекар, який відповідає за ведення її справ.
4. За знищення й ушкодження книжок та іншого бібліотечного майна   стягується з провинника вартість шкоди.
5. Бібліотека відчинена в кожну неділю і свято з 2-ї до 3-ї години пополудню і в кожний четвер від 7-ї до 8-ї години вечора.
6. Позичальник по прочитанню книжки має повернути її бібліотеці особисто.
7. На один раз позичається найбільше дві книжки.
8. Книжки не можна тримати довше, як 14 днів, і по закінченні терміну треба негайно повернути її бібліотеці. Хто хоче затримати на довший час, мусить це зробити в порозумінні з бібліотекарем.
9. До бібліотечного майна належать також усі читальні часописи, за які також відповідає бібліотекар.
10. Користуватися часописом можна лише в читальні, позичати додому заборонено.

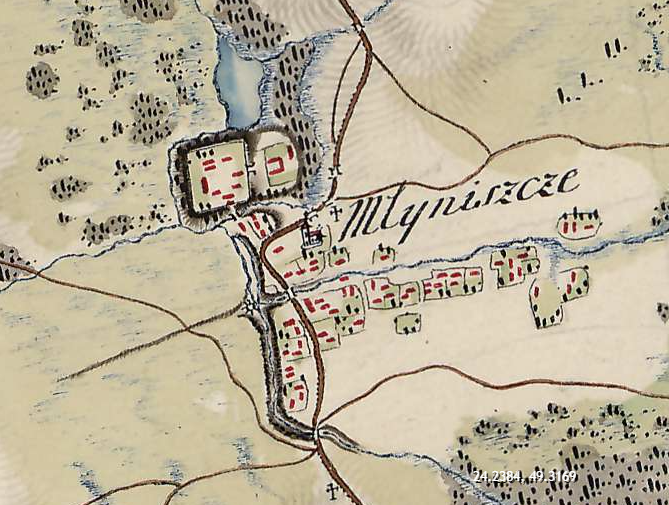
Млиниська на австрійській мапі фон Міга XVIII ст. Видно невідому будову оборонного типу обкладену частоколом та огороджена ровами. Можливо замок або оборонний фільварок.

11.    Хто порушає ці правила, буде позбавлений права користуватися бібліотекою.

… Читальня в селі Млиниська відіграла велику роль у відродженні та поширенні українських звичаїв.

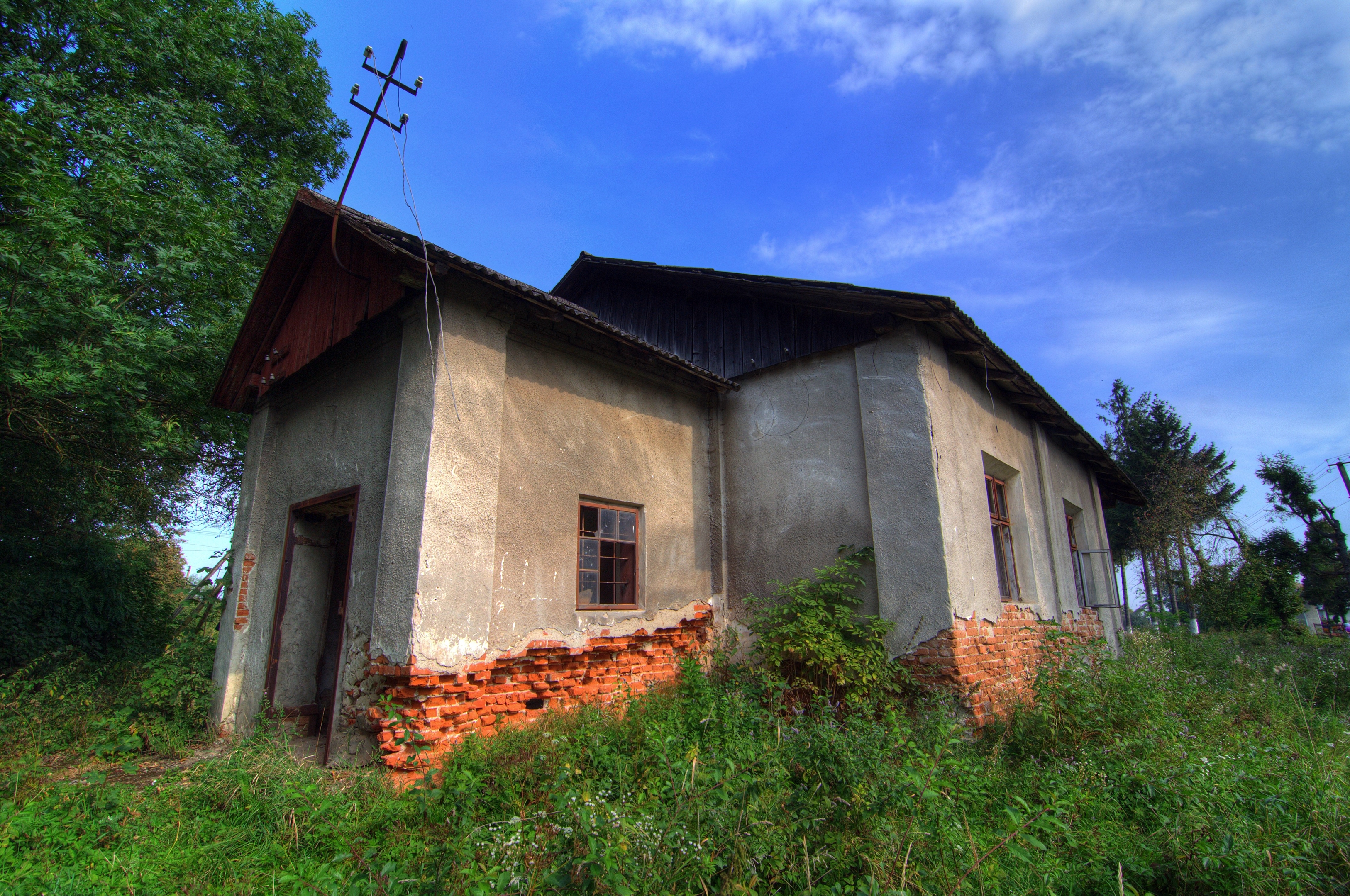

До 1947 року бібліотека була при клубною, а з 1952 р. стала сільською, і її бібліотекарем була Костів  Ганна  Іванівна, яка працювала до осені 1957 р. З 1957 р. бібліотеку прийняла Олеськів Аделя Йосипівна. Вона не тільки працювала з читачами, а й заохочувала їх організовувати різні театральні дійства з дітьми села. Довгий час працювала на бібліотечній ниві Юхман Галина Романівна (до квітня 2006 року), яка віддавала всі свої знання та увагу читачам. З квітня 2006 року бібліотеку очолює Андрусишин Оксана.

## Політика

### Парламентські вибори, 2019
На позачергових парламентських виборах 2019 року у селі функціонувала окрема виборча дільниця № 460383, розташована у приміщенні школи.
Результати
- зареєстровано 526 виборців, явка 46,96%, найбільше голосів віддано за Всеукраїнське об'єднання «Батьківщина» і «Голос» — по 16,19%, за «Слугу народу» — 15,38%.[5] В одномандатному окрузі найбільше голосів отримав Андрій Кіт (самовисування) — 34,82%, за Андрія Гергерта (Всеукраїнське об'єднання «Свобода») — 27,53%, за Олега Канівця (Громадянська позиція) — 10,53%[6].

## Населення

### Мова
Розподіл населення за рідною мовою за даними перепису 2001 року:
| Мова       | Кількість | Відсоток |
| ---------- | --------- | -------- |
| українська | 766       | 100%     |

## Пам'ятки
- Млин[d]

## Відомі люди
- Капраль Мирон Миколайович — доктор історичних наук, керівник Львівського відділення Інституту української археографії та джерелознавства імені М. С. Грушевського НАН України, професор Львівського національного університету ім. І.Франка.
- Кравець Марія Василівна — депутат Верховної Ради УРСР 10-11-го скликання.